# مطار بيلغورود
مطار بيلغورود (بالروسية: Белгород аэропорт)، هو مطار دولي يقع في مدينة بلغراد، مركز ولاية أوبلاست بيلغورود، في روسيا·
يدير رحلات إلى مناطق مثل بيلغورود، فارونيج، كورسك، خاركوف وغيرها من المناطق·

## التاريخ
يوم تأسيس المطار هو 30 آب 1954. عندما أمر نائب رئيس المديرية الرئيسية للاسطول الجوي في مجلس «وزراء الاتحاد السوفيتي» ببناء مكان لهبوط الطائرات في بيلغورود من الفئة الرابعة.
نقلت الطائرات حينها البضائع والبريد والعاملين في المجال الطبي إلى المناطق التي تم انشاؤها مؤخرا، ولم يتجاوز عدد العاملين في المطار حينها 20-30 شخصا بين فنيين وطياريين.

## شركات الطيران والوجهات

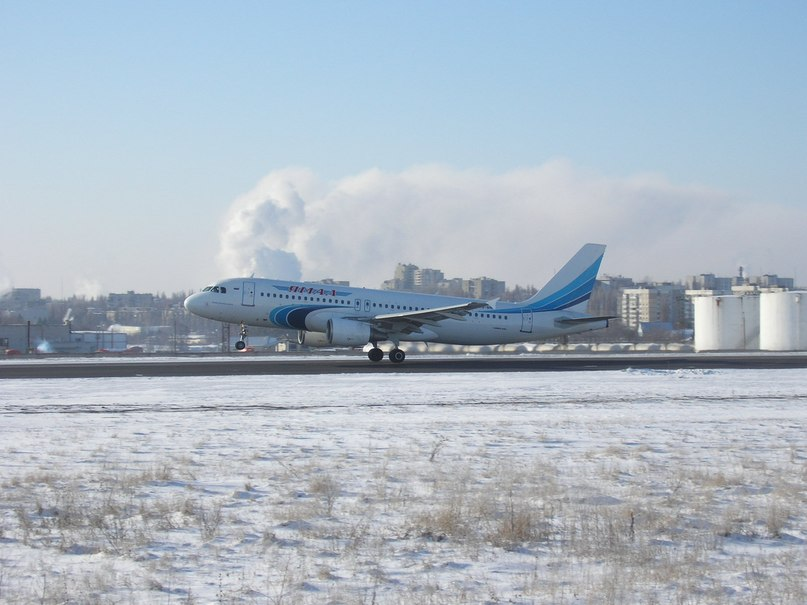
ايرباص A-320 في بيلغورود ايرباص A-320 في بيلغورود

| شركـات طيـران      | الوجهات |
| ------------------ | --- |
| إيروفلوت           | مطار شيريميتييفو الدولي |
| Azimuth            | Krasnodar، Mineralnye Vody ‏                                                                                                  |
| Azur Air           | موسمي عارض: مطار النفيضة الحمامات الدولي                                                                                     |
| Ikar               | مطار بولكوفو |
| نوردستار           | موسمي: Nizhny Novgorod ‏، Norilsk                                                                                             |
| Nordwind Airlines  | مطار شيريميتييفو الدولي، مطار بولكوفو، مطار سيمفروبول الدولي، مطار سوتشي الدولي، مطار يريفان الدولي موسمي عارض: مطار أنطاليا |
| Red Wings Airlines | مطار دوموديدوفو الدولي، مطار كولتسوفو الدولي                                                                                 |
| روسيه (خطوط جوية)  | مطار شيريميتييفو الدولي |
| RusLine            | مطار كالينينغراد |
| خطوط إس سفن        | مطار دوموديدوفو الدولي |
| Smartavia          | موسمي: مطار سيمفروبول الدولي، مطار سوتشي الدولي                                                                              |
| Utair              | مطار فنوكوفو الدولي موسمي: Surgut                                                                                            |

## روابط خارجبة
- http://belgorodavia.ru/

- http://avia.tutu.ru/airport/b81ff8/
- http://expressaero.ru/airport/aeroport_belgorod.html
- https://maps.google.ru/maps?ie=UTF-8&q=аэропорт+белгород&fb=1&gl=ru&hq=аэропорт&hnear=0x41266af42d5c5863:0xc4cfd2138d424649,Белгород,+Белгородская+область&cid=0,0,3254828028568046995&ei=Lv6OUoqfB8nE4gTJi4CADg&ved=0CJEBEPwS
- https://ru.wikipedia.org/w/index.php?title=%D0%91%D0%B5%D0%BB%D0%B3%D0%BE%D1%80%D0%BE%D0%B4_(%D0%B0%D1%8D%D1%80%D0%BE%D0%BF%D0%BE%D1%80%D1%82)&action=edit&section=2